# Schleuse Regensburg
Die Schleuse Regensburg wurde am 3. Mai 1978, gemeinsam mit der Strecke Regensburg - Kelheim und der Schleuse Bad Abbach in Betrieb genommen.

## Lage und Ausstattung

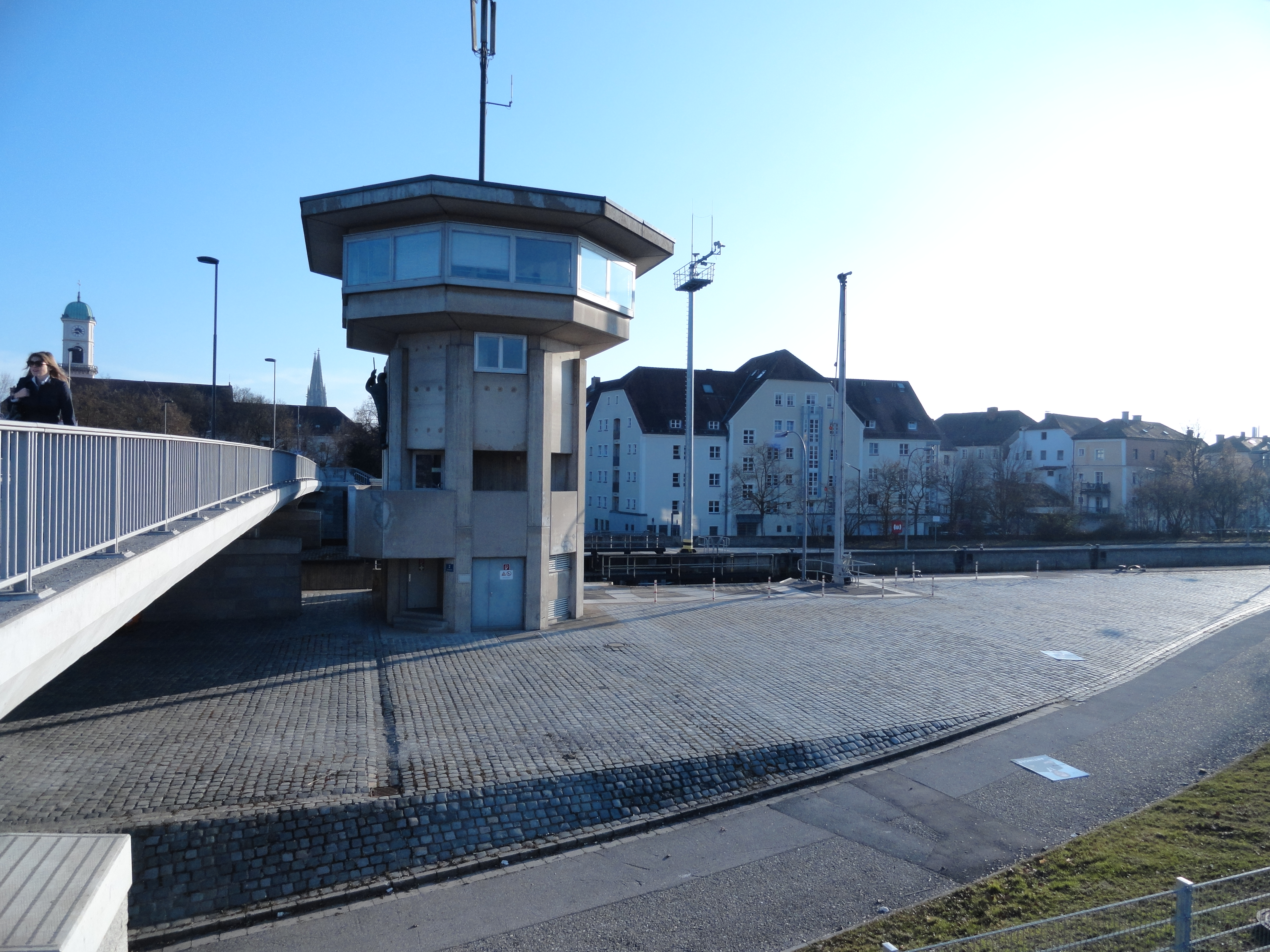
Nicht mehr benutzter Schleusenturm, links die neue Protzenweiherbrücke

Die Schleuse liegt im Europakanal in Regensburg, der seiner Funktion nach der Schleusenkanal Regensburg der hier staugeregelten Bundeswasserstraße Donau ist. Das zugehörige Wehr liegt etwa 1,6 km stromauf beim Kraftwerk Regensburg. Die Schleusenkammer der Schleuse Regensburg hat eine Nutzlänge von 190 Metern bei einer Breite von 12 Metern. Sie liegt an Stromkilometer 2379,7. Die Fallhöhe der Schleuse beträgt 5,20 m. Die Füllung der Kammer erfolgt durch Anheben des Hubtores. Die Entleerung der Kammer erfolgt über Schütze im unteren Stemmtor.
Die Schleuse wird ferngesteuert aus der Leitzentrale der Wasser- und Schifffahrtsverwaltung in Regensburg. Durch diese Leitzentrale werden auch die Schleusen Geisling, Straubing und Bad Abbach fernbedient.

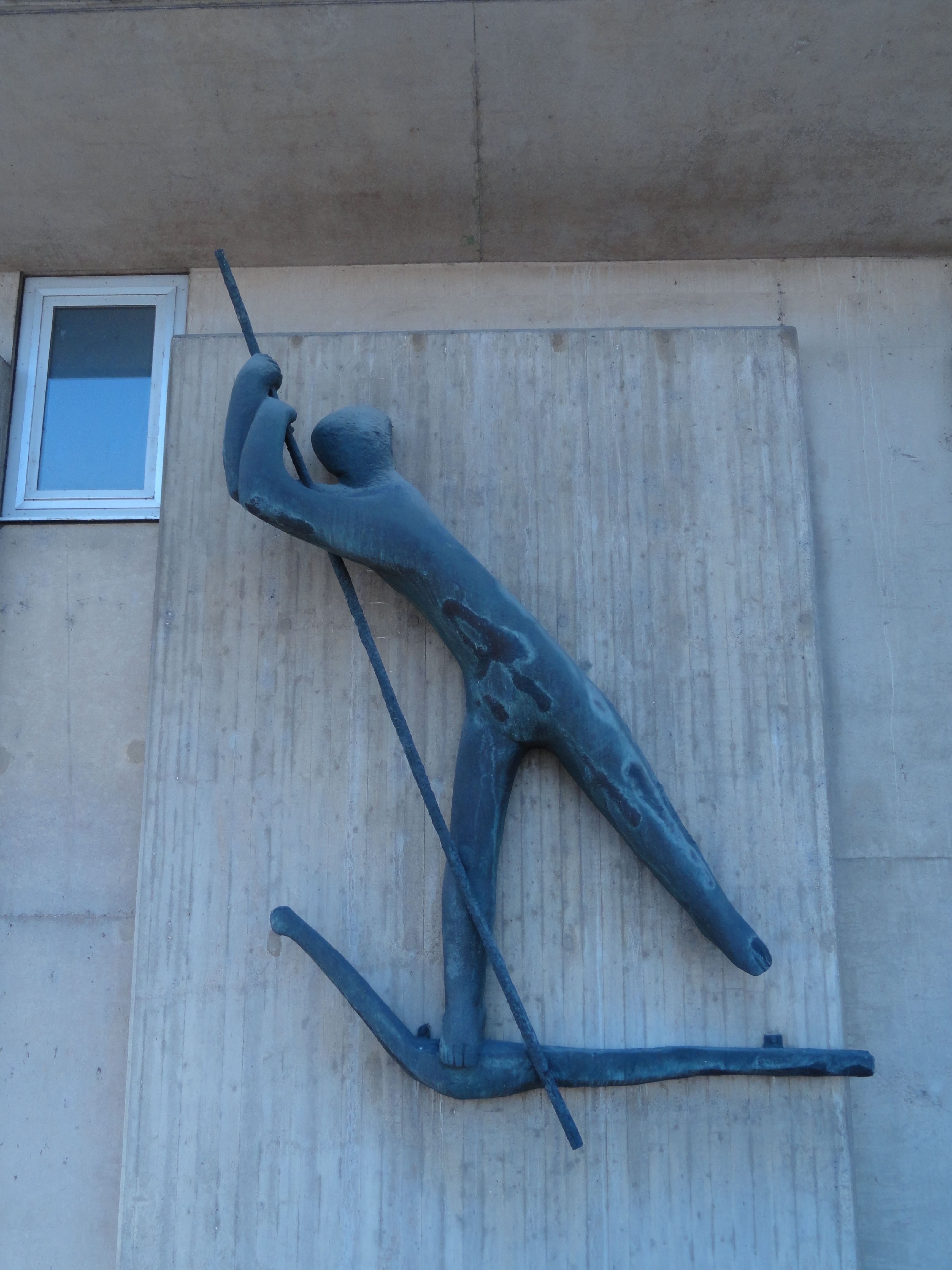

Am Schleusenturm befindet sich die 1981 von Guido Goetz (1912–1992) gefertigte Skulptur Der Fährmann.

## Unfall 2008

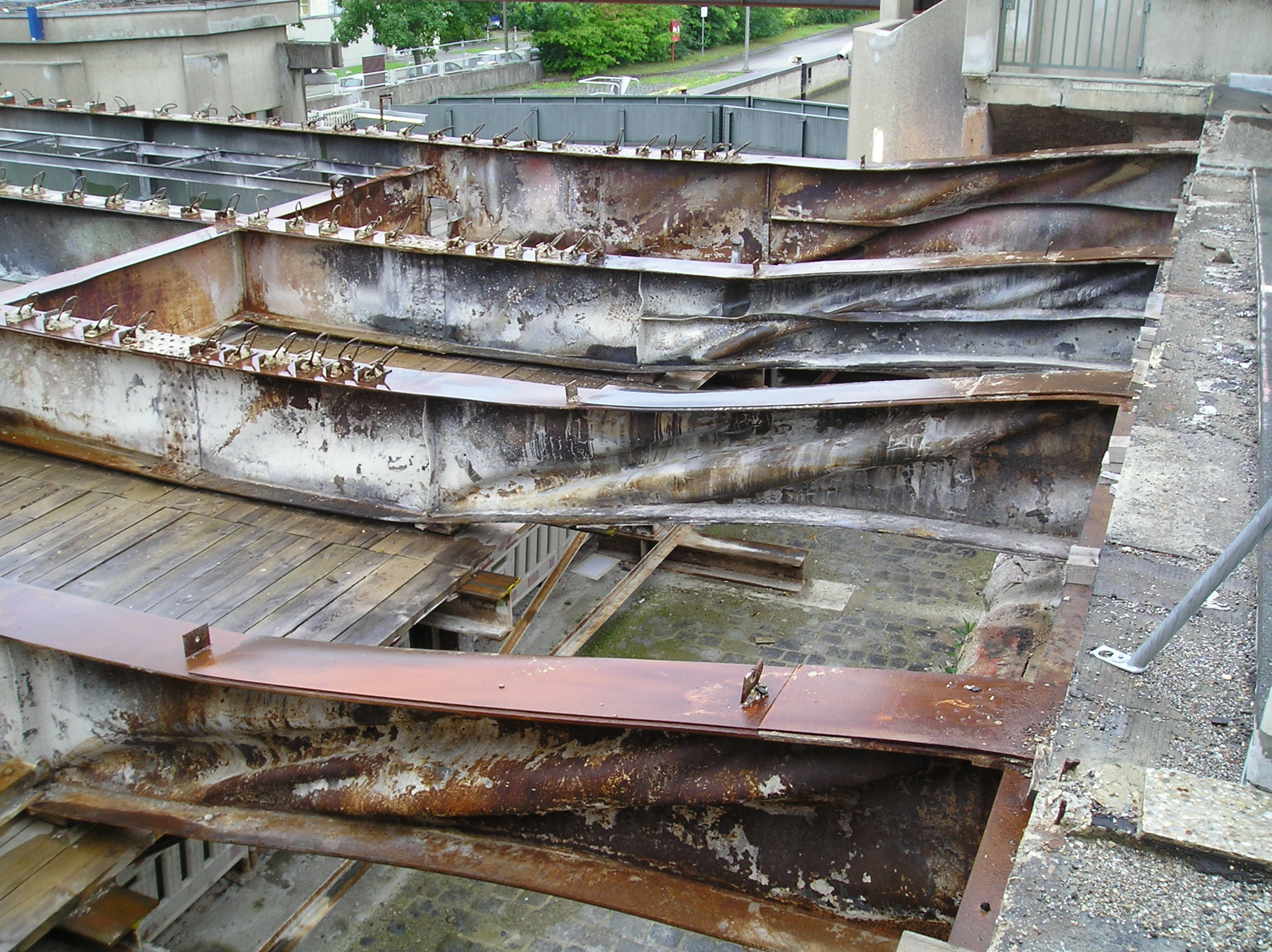
Gegen Einsturz gesicherte Überreste der alten Protzenweiherbrücke (Juni 2009)

Am 13. März 2008 ereignete sich bei der talseitigen Ausfahrt eines niederländischen Frachtschiffes aus der Schleuse ein spektakulärer Unfall. Der Schiffskran berührte die unter der Protzenweiherbrücke geführte Gasleitung und riss sie dabei auf. Dadurch entstand ein Brand, der zum Totalschaden der Brücke führte, die inzwischen wieder neu gebaut wurde.

## Bootsschleuse
Am Wehr des Kraftwerkes Regensburg befindet sich eine Bootsschleuse, die vom Oberwasser des Wehres in den Nordarm der Donau führt. Die Großschifffahrtsschleuse darf von Kleinwasserfahrzeugen nicht benutzt werden.